# Heerenstraat (Paramaribo)
De Heerenstraat is een straat in de historische binnenstad van Paramaribo, Suriname. De straat is het verlengde van de Mr. F.H.R. Lim A Postraat en gaat aan het eind naar links over in de Malebatrumstraat.

## Loop van de straat en herbenaming
Het gedeelte dat sinds 1958 de Mr. F.H.R. Lim A Postraat is, heette daarvoor de Heerenstraat. Sindsdien bleef er een korter gedeelte van de Heerenstraat over. De overgang vindt plaats ter hoogte van het Helstonemonument bij de Centrumkerk en de Noorder Kerkstraat. Vervolgens is er een afslag naar de Grote Kerkstraat, een kruising met de Klipstenenstraat en gaat de straat uiteindelijk na een bocht naar links de Malebatrumstraat in.

## Bouwwerken
Aan de Heerenstraat bevond zich tijdens de jeugd van de landbouwkundige en socioloog Deryck Ferrier een Chinese winkel. Hij karakteriseerde dit als een heel merkwaardig huis met drie huisnummers: de voordeur bevond zich aan de Klipstenenstraat, de Chinese winkel onder hen bevond zich aan de Wagenwegstraat en de achterom bevond zich aan de Heerenstraat.
Verder staan aan de Heerenstraat enkele overheidskantoren, een Republic Bank, het Hotel Palacio, City Yard en The Black Lot. De laatste is sinds 2019 de organisator van het Heerenstraat Festival. Aan het eind van de straat bevond zich tussen 1948 en 199 Bioscoop Tower; hier is nu een verzekeringsmaatschappij gevestigd. Op de hoek met de Wagenwegstraat en de Malebatrumstraat bevindt zich het Huis van Elisabeth Samson.
De straat werd in 1933 door de Surinaamsche Waterleiding Maatschappij (SWM) aangesloten op het waterleidingnet.
In de vroege ochtend van 22 juni 2023 werden twee panden door brand verwoest.

### Monumenten
De volgende panden in de Heerenstraat staan op de monumentenlijst:
| Omschrijving             | Bouwjaar  | Adres              | Coördinaten                  | Objectnummer? | Afbeelding                    |
| ------------------------ | --------- | ------------------ | ---------------------------- | ------------- | ----------------------------- |
| woonhuis                 |           | Heerenstraat 4     | 5° 49' 43" NB, 55° 9' 26" WL | BPO 042       | Meer afbeeldingen Upload foto |
| woonhuis                 |           | Heerenstraat 6     | 5° 49' 44" NB, 55° 9' 23" WL | BPO 043       | Meer afbeeldingen Upload foto |
| Sypesteynschool          | 1921-1922 | Heerenstraat 10-12 | 5° 49' 44" NB, 55° 9' 23" WL | BPO 044       | Meer afbeeldingen Upload foto |
| woonhuis                 |           | Heerenstraat 11-13 | 5° 49' 43" NB, 55° 9' 26" WL | BPO 045       | Meer afbeeldingen Upload foto |
| woonhuis                 |           | Heerenstraat 14    | 5° 49' 43" NB, 55° 9' 26" WL | BPO 046       | Meer afbeeldingen Upload foto |
| woonhuis                 |           | Heerenstraat 16    | 5° 49' 44" NB, 55° 9' 23" WL | BPO 047       | Meer afbeeldingen Upload foto |
| woonhuis                 |           | Heerenstraat 17    | 5° 49' 44" NB, 55° 9' 23" WL | CPO 020       | Meer afbeeldingen Upload foto |
| woonhuis                 |           | Heerenstraat 19    | 5° 49' 43" NB, 55° 9' 26" WL | CPO 082       | Meer afbeeldingen Upload foto |
| Sedek Ve Shalom-synagoge | 1736-1854 | Heerenstraat 22    | 5° 49' 40" NB, 55° 9' 19" WL | APO 054       | Meer afbeeldingen Upload foto |
| woonhuis                 |           | Heerenstraat 22a   | 5° 49' 44" NB, 55° 9' 23" WL | CPO 021       | Meer afbeeldingen Upload foto |
| woonhuis                 |           | Heerenstraat 24    | 5° 49' 44" NB, 55° 9' 23" WL | CPO 022       | Meer afbeeldingen Upload foto |
| woonhuis                 |           | Heerenstraat 26    | 5° 49' 43" NB, 55° 9' 26" WL | CPO 023       | Meer afbeeldingen Upload foto |
| woonhuis                 |           | Heerenstraat 30    | 5° 49' 44" NB, 55° 9' 23" WL | CPO 083       | Meer afbeeldingen Upload foto |
| woonhuis                 |           | Heerenstraat 36    | 5° 49' 44" NB, 55° 9' 23" WL | BPO 115       | Meer afbeeldingen Upload foto |
| woonhuis                 |           | Heerenstraat 38    | 5° 49' 43" NB, 55° 9' 26" WL | BPO 116       | Meer afbeeldingen Upload foto |
| woonhuis                 |           | Heerenstraat 48    | 5° 49' 43" NB, 55° 9' 26" WL | BPO 048       | Meer afbeeldingen Upload foto |

## Gedenktekens
Bij het directoraat Cultuur in de Heerenstraat heeft enkele decennia lang de buste van ontdekkingsreiziger Johan Eilerts de Haan gestaan. Aan het begin van de Heerenstraat staat bij de Centrumkerk het Helstonemonument.
| Onderwerp        | Type                 | Kunstenaar                                                            | Onthulling | Locatie         | Omschrijving                           |
| ---------------- | -------------------- | --------------------------------------------------------------------- | ---------- | --------------- | -------------------------------------- |
| Helstonemonument | gedenkzuil met buste | Charles Nieleveld met de gravering van zijn beeltenis van Johan Mezas | 1948       | bij Centrumkerk | musicus en schrijver Johannes Helstone |

## Stadsbrand van 1821

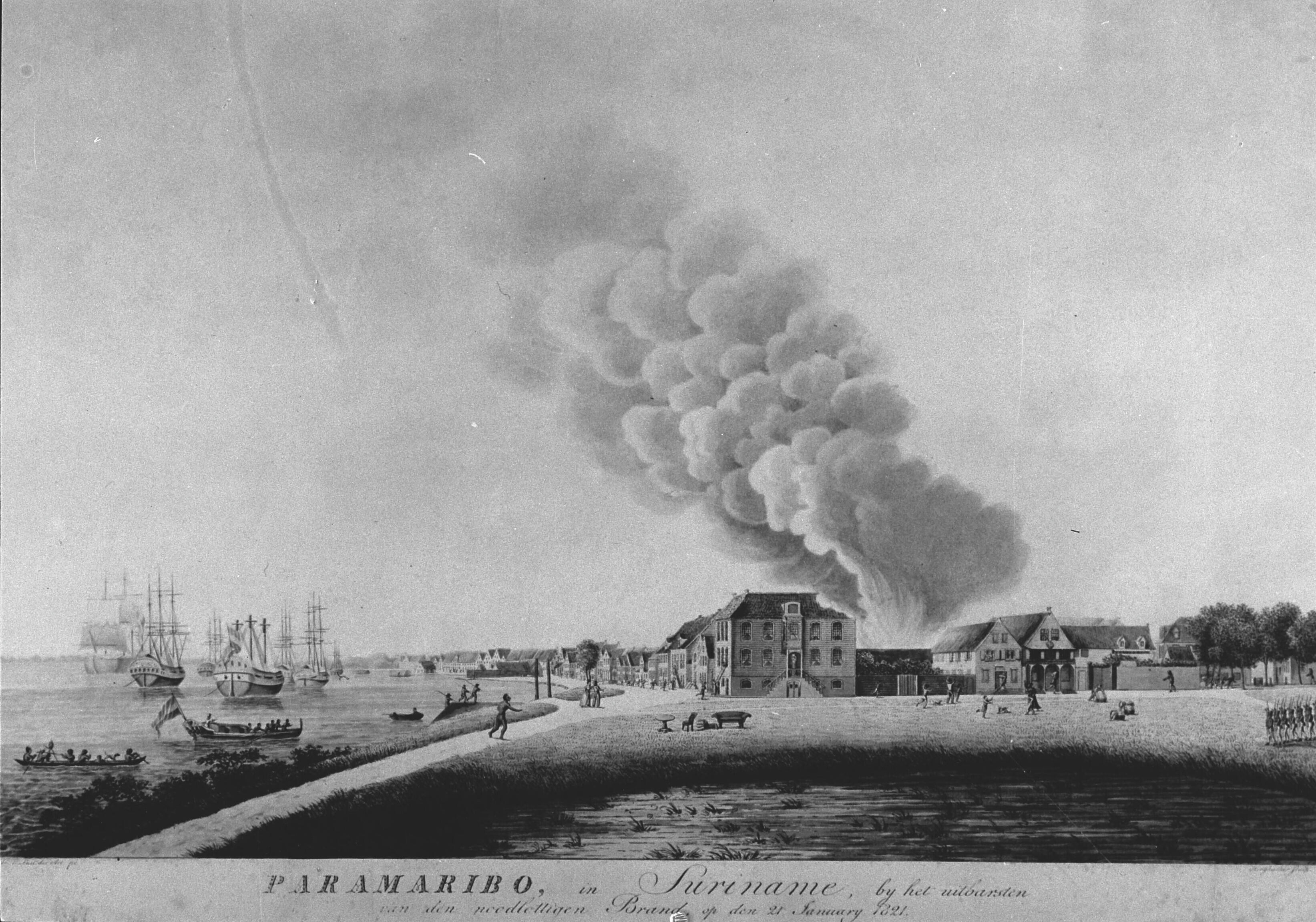
Prent van de stadsbrand van 1821

Op zondagmiddag 21 januari 1821 brak rond half twee brand uit in een huis op de hoek van het Gouvernementsplein en de Waterkant. De brand bleef vervolgens overslaan op andere huizen tot de brand de volgende dag om twaalf uur onder controle was. In tien straten brandden alle huizen af. Ook andere straten werden zwaar getroffen, waaronder een deel van de huizen aan de Heerenstraat (Dit gedeelte werd in 1958 hernoemd naar Mr. F.H.R. Lim A Po Straat).

### Brand in juni 2023
In de vroege ochtend van 22 juni 2023 ontstond in de Heerenstraat een grote brand. De huizen nummer 42 en 44 zijn volledig afgebrand, van nummer 40 staan alleen nog de stenen muren en nr. 46 liep vooral schroei- en waterschade op.